# Braxton (Mississippi)
Pour les articles homonymes, voir Braxton.
La ville américaine de Braxton est située dans le comté de Simpson, dans l’État du Mississippi. Lors du recensement de 2000, sa population s’élevait à 181 habitants.

## Source
- (en) Cet article est partiellement ou en totalité issu de l’article de Wikipédia en anglais intitulé « Braxton, Mississippi » (voir la liste des auteurs).